# Puerto Rico United SC
El Puerto Rico United SC és un club porto-riqueny de futbol de la ciutat d'Aguada. Va jugar a la USL Professional Division dels Estats Units i a la Puerto Rico Soccer League.